# Томмі Робредо
Томмі Робредо (ісп. Tommy Robredo Garcés, ісп. вимова: [ˈtomi roˈβɾeðo ɣaɾˈθes]; нар. 1 травня 1982) — колишній професійний іспанський тенісист.
Семиразовий чвертьфіналіст турнірів Великого шолома.
Здобув дванадцять одиночних та п'ять парних титулів туру ATP.
Найвищу одиночну позицію світового рейтингу — 5 місце досяг 28 серпня 2006, парну — 16 місце — 20 квітня 2009 року.
Завершив кар'єру 2022 року.

## Загальна статистика

### Досягнення на турнірах Великого шолома
Одиночний розряд
| Турнір                                 | 2000 | 2001 | 2002 | 2003 | 2004 | 2005 | 2006 | 2007 | 2008 | 2009 | 2010 | 2011 | 2012 | 2013 | 2014 | 2015 | 2016 | 2017 | 2018 | 2019 | 2020 | 2021 | 2022 | SR     | W–L    | Win % |
| -------------------------------------- | ---- | ---- | ---- | ---- | ---- | ---- | ---- | ---- | ---- | ---- | ---- | ---- | ---- | ---- | ---- | ---- | ---- | ---- | ---- | ---- | ---- | ---- | ---- | ------ | ------ | ----- |
| Відкритий чемпіонат Австралії з тенісу | К2р  | 1р   | 2р   | 1р   | 1р   | 3р   | 2р   | ЧФ   | 2р   | 2р   | 1р   | 2р   |      | 1р   | 2р   | 1р   | 2р   |      |      | К1р  |      | К1р  |      | 0 / 15 | 21–15  | 58%   |
| Відкритий чемпіонат Франції з тенісу   | К2р  | 2р   | 3р   | ЧФ   | 2р   | ЧФ   | 2р   | ЧФ   | 3р   | ЧФ   | 1р   |      |      | ЧФ   | 3р   | 2р   |      | 2р   | К1р  | К1р  | К2р  | К1р  |      | 0 / 14 | 37–14  | 73%   |
| Вімблдонський турнір                   |      | 2р   | 1р   | 3р   | 2р   | 1р   | 2р   | 2р   | 2р   | 3р   | 1р   | 1р   |      | 3р   | 2р   | 1р   |      |      |      |      | NH   | К1р  |      | 0 / 14 | 14–14  | 50%   |
| Відкритий чемпіонат США з тенісу       | К1р  | 2р   | 3р   | 1р   | 2р   | 2р   | 2р   | 3р   | 2р   | 2р   | 2р   |      | 2р   | ЧФ   | 2р   | 3р   |      |      | 1р   | К2р  |      |      |      | 0 / 15 | 35–15  | 70%   |
| Win–loss                               | 0–0  | 7–4  | 5–4  | 6–4  | 7–4  | 9–4  | 10–4 | 11–4 | 7–4  | 12–4 | 3–4  | 3–2  | 1–1  | 10–4 | 11–4 | 3–4  | 1–1  | 1–1  | 0–1  | 0–0  | 0–0  | 0–0  | 0–0  | 0 / 58 | 107–58 | 65%   |

## Фінали турнірів ATP

### Одиночний розряд: 23 (12 титулів, 11 поразок)
| Легенда                      |
| ---------------------------- |
| Grand Slam Tournaments (0–0) |
| ATP World Tour Фінали (0–0)  |
| Тур ATP Мастерс 1000 (1–0)   |
| Тур ATP 500 (1–3)            |
| Тур ATP 250 (10–8)           |

| Фінали за покриттям |
| ------------------- |
| Тверде (1–4)        |
| Трава (0–0)         |
| Ґрунт (11–7)        |
| Килим (0–0)         |

| Результат | Ранг | Дата        | Турнір                                                     | Покриття   | Опонент           | Рахунок                  |
| --------- | ---- | ----------- | ---------------------------------------------------------- | ---------- | ----------------- | ------------------------ |
| Поразка   | 1.   | Кві 2001    | Grand Prix Hassan II, Casablanca, Марокко                  | Ґрунт      | Гільєрмо Каньяс   | 5–7, 2–6                 |
| Перемога  | 1.   | Лип 2001    | Orange Warsaw Open, Sopot, Польща                          | Ґрунт      | Альберт Портас    | 1–6, 7–5, 7–6(7–2)       |
| Поразка   | 2.   | Лип 2003    | Stuttgart Open, Stuttgart, Німеччина                       | Ґрунт      | Гільєрмо Кор'я    | 2–6, 2–6, 1–6            |
| Перемога  | 2.   | Тра 2004    | Відкритий чемпіонат Барселони з тенісу, Barcelona, Іспанія | Ґрунт      | Гастон Гаудіо     | 6–3, 4–6, 6–2, 3–6, 6–3  |
| Поразка   | 3.   | Тра 2005    | Estoril Open, Estoril, Португалія                          | Ґрунт      | Гастон Гаудіо     | 1–6, 6–2, 1–6            |
| Поразка   | 4.   | Кві 2006    | Відкритий чемпіонат Барселони з тенісу, Barcelona, Іспанія | Ґрунт      | Рафаель Надаль    | 4–6, 4–6, 0–6            |
| Перемога  | 3.   | Тра 2006    | Hamburg European Open, Hamburg, Німеччина                  | Ґрунт      | Радек Штепанек    | 6–1, 6–3, 6–3            |
| Перемога  | 4.   | липень 2006 | Swedish Open, Båstad, Швеція                               | Ґрунт      | Микола Давиденко  | 6–2, 6–1                 |
| Поразка   | 5.   | Січ 2007    | ATP Auckland Open, Auckland, Нова Зеландія                 | Тверде     | Давид Феррер      | 4–6, 2–6                 |
| Перемога  | 5.   | Сер 2007    | Orange Warsaw Open, Sopot, Польща (2)                      | Ґрунт      | Хосе Акасусо      | 7–5, 6–0                 |
| Поразка   | 6.   | Вер 2007    | China Open, Beijing, КНР                                   | Тверде (i) | Фернандо Гонсалес | 1–6, 6–3, 1–6            |
| Перемога  | 6.   | Жов 2007    | Moselle Open, Metz, Франція                                | Тверде (i) | Енді Маррей       | 0–6, 6–2, 6–3            |
| Поразка   | 7.   | Чер 2008    | Orange Warsaw Open, Warsaw, Польща                         | Ґрунт      | Микола Давиденко  | 3–6, 3–6                 |
| Перемога  | 7.   | Лип 2008    | Swedish Open, Båstad, Швеція (2)                           | Ґрунт      | Томаш Бердих      | 6–4, 6–1                 |
| Перемога  | 8.   | Лют 2009    | Brasil Open, Costa do Sauípe, Бразилія                     | Ґрунт      | Томас Беллуччі    | 6–3, 3–6, 6–4            |
| Перемога  | 9.   | Лют 2009    | Argentina Open, Buenos Aires, Аргентина                    | Ґрунт      | Хуан Монако       | 7–5, 2–6, 7–6(7–5)       |
| Перемога  | 10.  | Лют 2011    | Chile Open, Santiago, Чилі                                 | Ґрунт      | Сантьяго Хіральдо | 6–2, 2–6, 7–6(7–5)       |
| Перемога  | 11.  | Кві 2013    | Grand Prix Hassan II, Casablanca, Марокко                  | Ґрунт      | Кевін Андерсон    | 7–6(8–6), 4–6, 6–3       |
| Перемога  | 12.  | Лип 2013    | Відкритий чемпіонат Хорватії з тенісу, Umag, Хорватія      | Ґрунт      | Фабіо Фоніні      | 6–0, 6–3                 |
| Поразка   | 8.   | Лип 2014    | Відкритий чемпіонат Хорватії з тенісу, Umag, Хорватія      | Ґрунт      | Пабло Куевас      | 3–6, 4–6                 |
| Поразка   | 9.   | Вер 2014    | Shenzhen Open, Shenzhen, КНР                               | Тверде     | Енді Маррей       | 7–5, 6–7(9–11), 1–6      |
| Поразка   | 10.  | Жов 2014    | Valencia Open, Valencia, Іспанія                           | Тверде (i) | Енді Маррей       | 6–3, 6–7(7–9), 6–7(8–10) |
| Поразка   | 11.  | Лип 2015    | Swedish Open, Båstad, Швеція                               | Ґрунт      | Бенуа Пер         | 6–7(7–9), 3–6            |

### Парний розряд: 11 (5–6)
| Легенда                      |
| ---------------------------- |
| Grand Slam Tournaments (0–0) |
| ATP World Tour Фінали (0–0)  |
| Тур ATP Мастерс 1000 (1–1)   |
| Тур ATP 500 (0–3)            |
| Тур ATP 250 (4–2)            |

| Фінали за покриттям |
| ------------------- |
| Тверде (3–2)        |
| Трава (0–0)         |
| Ґрунт (2–4)         |
| Килим (0–0)         |

| Результат | Ранг | Дата     | Турнір                                                     | Покриття   | Партнер            | Опонент                             | Рахунок            |
| --------- | ---- | -------- | ---------------------------------------------------------- | ---------- | ------------------ | ----------------------------------- | ------------------ |
| Поразка   | 1.   | Кві 2001 | Відкритий чемпіонат Барселони з тенісу, Barcelona, Іспанія | Ґрунт      | Фернандо Вісенте   | Доналд Джонсон Джаред Палмер        | 6–7(2–7), 4–6      |
| Перемога  | 1.   | Січ 2004 | Maharashtra Open, Chennai, Індія                           | Тверде     | Рафаель Надаль     | Джонатан Ерліх Енді Рам             | 7–6(7–3), 4–6, 6–3 |
| Поразка   | 2.   | Тра 2005 | Estoril Open, Estoril, Португалія                          | Ґрунт      | Хуан Ігнасіо Чела  | Франтішек Чермак Леош Фридль        | 3–6, 4–6           |
| Поразка   | 3.   | Лип 2005 | Stuttgart Open, Stuttgart, Німеччина                       | Ґрунт      | Маріано Худ        | Хосе Акасусо Себастьян Прієто       | 6–7(4–7), 3–6      |
| Перемога  | 2.   | Кві 2008 | Мастерс Монте-Карло, Monte Carlo, Монако                   | Ґрунт      | Рафаель Надаль     | Магеш Бгупаті Марк Ноулз (тенісист) | 6–3, 6–3           |
| Перемога  | 3.   | Лют 2009 | Brasil Open, Costa do Sauípe, Бразилія                     | Ґрунт      | Марсель Гранольєрс | Лукас Арнольд Кер Хуан Монако       | 6–4, 7–5           |
| Поразка   | 4.   | Лис 2009 | Valencia Open, Valencia, Іспанія                           | Тверде (i) | Марсель Гранольєрс | Франтішек Чермак Міхал Мертиняк     | 4–6, 3–6           |
| Поразка   | 5.   | Лис 2009 | Мастерс Париж, Paris, Франція                              | Тверде (i) | Марсель Гранольєрс | Деніел Нестор Ненад Зімоньїч        | 3–6, 4–6           |
| Перемога  | 4.   | Січ 2011 | ATP Auckland Open, Auckland, Нова Зеландія                 | Тверде     | Марсель Гранольєрс | Юган Брунстрем Стівен Гасс          | 6–4, 7–6(8–6)      |
| Перемога  | 5.   | Січ 2013 | Brisbane International, Brisbane, Австралія                | Тверде     | Марсело Мело       | Ерік Буторак Пол Генлі              | 4–6, 6–1, [10–5]   |
| Поразка   | 6.   | Тра 2017 | Estoril Open, Estoril, Португалія                          | Ґрунт      | Давід Марреро      | Раян Гаррісон Майкл Вінус           | 5–7, 2–6           |